# 三毛猫ホームズのフーガ
『三毛猫ホームズのフーガ』（みけねこホームズのフーガ）は、日本の小説家赤川次郎によって1991年に発表された三毛猫ホームズシリーズの長編推理小説である。

## あらすじ
片山義太郎と晴美は、あるレストランで食事をしていた。そこへ銃弾が飛んできて、客の神田勇一が倒れた。しかし、彼は毒殺されていた。一方、展覧会では美術教師が刺殺されるが、その死体のそばには、神田を殺した毒が入った小瓶が置いてあったのである。フーガのような追いかけっこ殺人が始まる。

## 主な登場人物
- 片山義太郎 - 警視庁捜査一課のダメ刑事
- 片山晴美 - 義太郎の妹
- 石津刑事 - 晴美に恋をする猫嫌いの刑事
- ホームズ - 三毛猫

## 書誌情報
- 『三毛猫ホームズのフーガ』（光文社カッパノベルス、1991年12月） ISBN 4-334-02958-2
- 『三毛猫ホームズのフーガ』（光文社光文社文庫、1994年12月） ISBN 4-334-71973-2
- 『三毛猫ホームズのフーガ』（角川書店角川文庫、1998年05月） ISBN 4-04-187935-3